# Arcturina plumbiformis
Arcturina plumbiformis is een pissebed uit de familie Arcturidae. De wetenschappelijke naam van de soort is voor het eerst geldig gepubliceerd in 2008 door Nunomura.